# Denemarken op het Eurovisiesongfestival 2004
Denemarken werd op het Eurovisiesongfestival 2004 in Istanboel vertegenwoordigd door Tomas Thordarson met het lied Shame on you. Het was de 33ste deelname van Denemarken aan het songfestival. 
De inzending werd gekozen op 7 februari 2004 tijdens de Dansk Melodi Grand Prix, gezongen in het Deens als Sig det' løgn. Voor het songfestival werd het lied in het Engels gezongen.

## Resultaat
De Dansk Melodi Grand Prix werd dit jaar gehouden in het Aarhus Kongrescentrum in Aarhus en werd gepresenteerd door Natasja Crone en Peter Mygind.
In totaal namen 10 artiesten deel aan deze finale.
In een eerste ronde vielen vijf artiesten af, en in de tweede ronde werd de winnaar gekozen door vier regionale jury's, SMS-voting en een expertjury.

| Volgorde | Lied                        | Artiest          | Punten | Plaats |
| -------- | --------------------------- | ---------------- | ------ | ------ |
| 1        | Lykkelig i nat              | Kaare Thøgersen  | -      | -      |
| 2        | Solens sang                 | Neighbours       | 40     | 3de    |
| 3        | Mest når det er regn        | Petsi Tvørfoss   | 26     | 5de    |
| 4        | Lonnie, kom nu hjem         | Mathias Kryger   | -      | -      |
| 5        | For jeg kan li' dig         | Claes Wegener    | -      | -      |
| 6        | Stjerner blinker i dit navn | Jan Klausen      | -      | -      |
| 7        | Prinsesse                   | Zididada         | 46     | 2de    |
| 8        | Kys mig en gang til         | Nanna Larsen     | -      | -      |
| 9        | Hvor end du går hen         | Ditlev Ulriksen  | 28     | 4de    |
| 10       | Sig det' løgn               | Tomas Thordarson | 60     | 1ste   |

## In Istanboel
Denemarken moest tijdens het songfestival eerst aantreden in de halve finale, als 19de na Kroatië en voor Servië en Montenegro. Aan het einde van de puntentelling bleek dat Thodarson op de 13de plaats was geëindigd met 56 punten. Dit was niet genoeg om zich te kwalificeren voor de finale.
Thodarson ontving 1 keer het maximum van 12 punten.
België en Nederland hadden geen punten over voor deze inzending.

### Gekregen punten

#### Finale
| 12 punten         | 10 punten | 8 punten                                   | 7 punten           | 6 punten    |
| ----------------- | --------- | ------------------------------------------ | ------------------ | ----------- |
| - IJsland         | - Monaco  |                                            |                    | - Noorwegen |
| 5 punten          | 4 punten  | 3 punten                                   | 2 punten           | 1 punt      |
| - Israël - Zweden | - Finland | - Bosnië en Herzegovina - Cyprus - Estland | - Malta - Roemenië | - Turkije   |

### Punten gegeven door Denemarken

#### Halve Finale
Punten gegeven in de halve finale:
| 12 punten | Bosnië en Herzegovina |
| 10 punten | Servië en Montenegro  |
| 8 punten  | Nederland             |
| 7 punten  | Albanië               |
| 6 punten  | Oekraïne              |
| 5 punten  | Cyprus                |
| 4 punten  | Malta                 |
| 3 punten  | Griekenland           |
| 2 punten  | Israël                |
| 1 punt    | Noord-Macedonië       |

#### Finale
Punten gegeven in de finale:
| 12 punten | Zweden                |
| 10 punten | Turkije               |
| 8 punten  | Bosnië en Herzegovina |
| 7 punten  | Servië en Montenegro  |
| 6 punten  | Cyprus                |
| 5 punten  | Oekraïne              |
| 4 punten  | Albanië               |
| 3 punten  | Griekenland           |
| 2 punten  | IJsland               |
| 1 punt    | Malta                 |

1957 · 1958 · 1959 · 1960 · 1961 · 1962 · 1963 · 1964 · 1965 · 1966 · 1967-1977 · 1978 · 1979 · 1980 · 1981 · 1982 · 1983 · 1984 · 1985 · 1986 · 1987 · 1988 · 1989 · 1990 · 1991 · 1992 · 1993 · 1994 · 1995 · 1996 · 1997 · 1998 · 1999 · 2000 · 2001 · 2002 · 2003 · 2004 · 2005 · 2006 · 2007 · 2008 · 2009 · 2010 · 2011 · 2012 · 2013 · 2014 · 2015 · 2016 · 2017 · 2018 · 2019 · 2020 · 2021 · 2022 · 2023 · 2024 · 2025